# 태풍 야기 (2006년)
태풍 야기(태풍 번호: 0614, JTWC 지정 번호: 16W, 국제명:YAGI)는 북서태평양에서 발생한 2006년의 제14호 태풍이다. 태풍 야기는 중심기압이 910 hPa를 기록해 2006년에 북서태평양에서 발생한 모든 태풍 중 가장 강력한 태풍이 되었다.

## 태풍의 진행

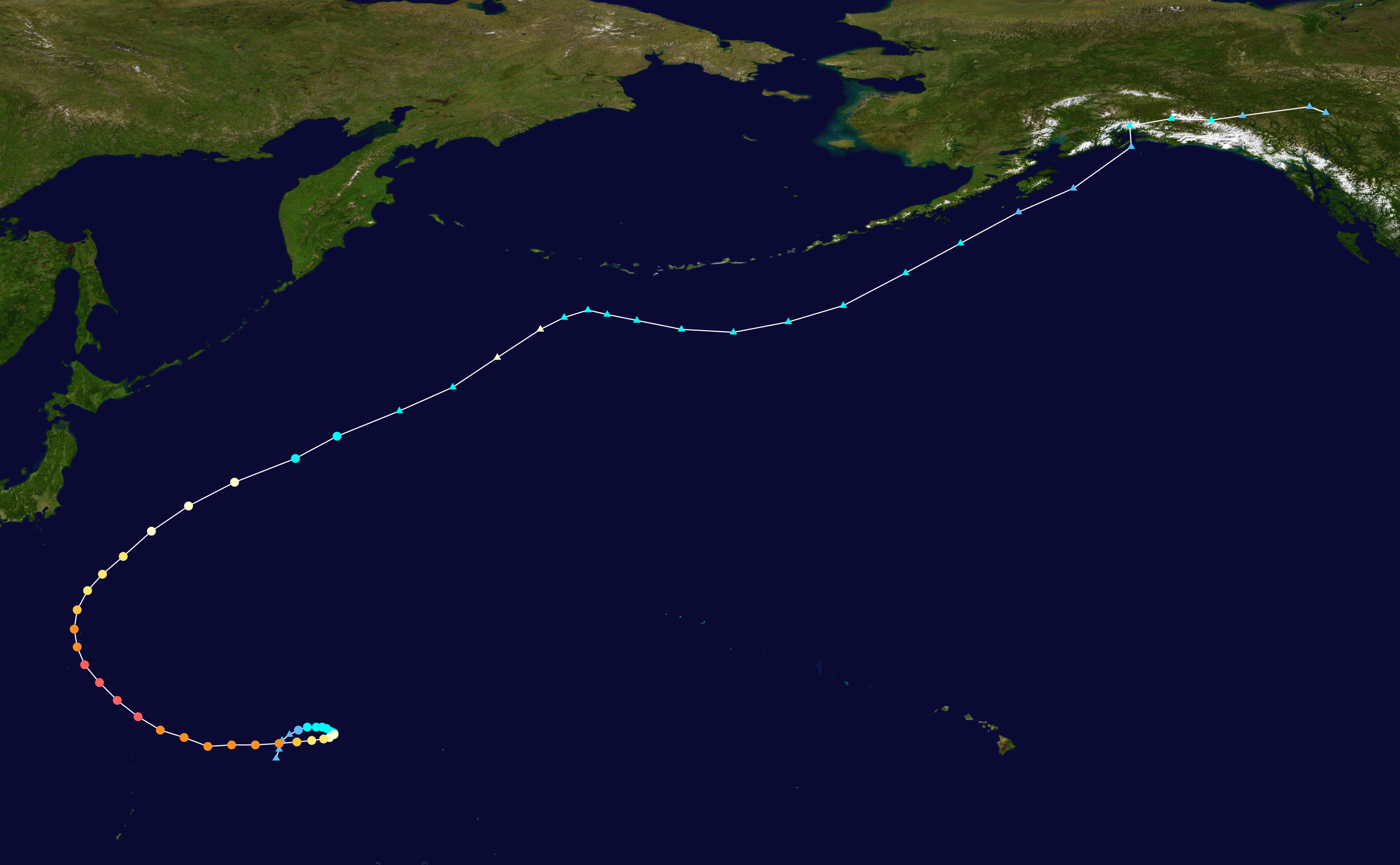
태풍 야기의 이동 경로

9월 16일에 일본 기상청(JMA)은 괌 동남동쪽 약 1270 km (790 mi) 부근 해상에서 발생한 열대 저기압을 관찰하기 시작했다. 이날 후에 미국 합동태풍경보센터(JTWC)는 열대저기압 발생 경고령을 내렸고 9월 17일에 JTWC가 '열대저기압 16W'라고 명명했다. 이 열대저기압은 시계방향으로 회전한 다음 JMA가 열대 폭풍으로 승격시켰고 '야기(YAGI)'로 이름을 붙였다. 9월 18일에 JMA는 강한 열대폭풍으로 승격시켰고 동시에 JTWC에서는 소형의 태풍으로 분류했다.
9월 19일 일찍이 JMA는 야기를 태풍의 단계로 올렸고 시계방향 회전을 끝낸 뒤, 야기는 일본 남동쪽에 위치한 아열대성 고기압대를 따라 강력해지기 시작했고 9월 21일에 중심기압 910 hPa와 10분최대풍속 195 km/h (120 mph)에 도달해 최성기를 맞이했고 따라서 2006년 북서태평양에서 발생한 태풍 중 가장 강력한 급이 되었다. 동시에 JTWC에서는 야기가 1분최대풍속 260 km/h (160 mph)의 세력까지 강해져 사피어-심슨 허리케인 등급 제5등급까지 승격시켰다. 9월 22일에 야기는 이오섬과 지치지마섬을 통과했고 곧이어 북동쪽으로 진로를 바꾸었다. 하지만 태풍 야기는 약해지기 시작했고 9월 24일에 JTWC는 온대저기압으로 변질되었다고 발표하고 마지막 경보령을 내렸다. 하지만 JMA와 대한민국 기상청(KMA)에서는 야기를 다음날인 9월 25일까지 열대폭풍의 세력으로 지속하다가 온대저기압으로 변질되었다고 발표했다. 야기의 잔해는 계속해서 북동진하다가 9월 27일에 날짜변경선을 넘어 알래스카 알류산 열도까지 도달했다.
태풍 야기(YAGI)는 일본에서 제출하였으며 염소를 의미한다.

## 태풍의 시간별 정보
아래 표는 대한민국 기상청(KMA)의 자료에 의한 것임.
| 형태          | 날짜 및 시간 (UTC) | 위도 (°N) | 경도 (°E) | 이동속도 (km/h) | 기압 (hPa) | 최대풍속 (m/s) |
| ------------- | ------------------ | --------- | --------- | --------------- | ---------- | -------------- |
| 열대폭풍      | 9월 17일 6시       | 21.1      | 157.6     | 8               | 1002       | 18.0           |
| 열대폭풍      | 9월 17일 18시      | 20.8      | 158.6     | 8               | 994        | 21.0           |
| 열대폭풍      | 9월 18일 6시       | 20.7      | 158.9     | 5               | 990        | 23.0           |
| 강한 열대폭풍 | 9월 18일 18시      | 20.3      | 159.6     | 9               | 980        | 29.0           |
| 태풍          | 9월 19일 6시       | 20.0      | 158.6     | 8               | 960        | 39.0           |
| 태풍          | 9월 19일 18시      | 19.8      | 156.8     | 16              | 950        | 41.0           |
| 태풍          | 9월 20일 6시       | 19.6      | 154.1     | 26              | 940        | 46.0           |
| 태풍          | 9월 20일 18시      | 19.6      | 150.8     | 30              | 940        | 46.0           |
| 태풍          | 9월 21일 6시       | 20.7      | 147.7     | 30              | 940        | 46.0           |
| 태풍          | 9월 21일 18시      | 22.6      | 144.8     | 32              | 910        | 54.0           |
| 태풍          | 9월 22일 6시       | 25.0      | 142.5     | 28              | 915        | 54.0           |
| 태풍          | 9월 22일 18시      | 27.3      | 141.9     | 24              | 930        | 49.0           |
| 태풍          | 9월 23일 6시       | 30.0      | 142.6     | 28              | 950        | 41.0           |
| 태풍          | 9월 23일 18시      | 32.1      | 145.1     | 30              | 955        | 38.0           |
| 태풍          | 9월 24일 6시       | 35.3      | 149.1     | 41              | 975        | 34.0           |
| 강한 열대폭풍 | 9월 24일 18시      | 37.7      | 154.3     | 50              | 980        | 31.0           |
| 열대저압부    | 9월 25일 6시       | 42.5      | 164.9     | 88              | 988        |                |

## 대비와 피해
9월 23일에 태풍 야기는 인구 약 2,000명 규모의 지치지마 섬을 정확하게 통과했고 이로 인해 섬에서는 210 km/h (130 mph)의 바람이 불어 이곳에 불어닥친 태풍 중 20년 만에 최강급이었다. 전체 1,270채의 집 중 1,000채에 전기공급이 중단되었고 약 150명이 폭우와 강풍을 피해 대피소로 피신했다. 1개의 구조물이 파괴되었고 나머지 건물들에 손상을 입혔다. 야기는 폭우를 내리게 했으나 강수량의 관측 자료는 없었서 정확한 강수량은 현재까지도 모른다. 많은 집의 지붕이 날아갔고 창문이 부서졌다. 야기는 9월 22일에 이오섬을 근접하게 통과하면서 이오섬에 95 km/h (60 mph)의 바람이 불게하였다. 이같은 강풍과 폭우에도 불구하고 아무런 인명피해는 생겨났지 않았다.

## 같이 보기
- 2006년 태풍
- 지치지마섬
- 이오섬